# Brachiaria lorentziana
Brachiaria lorentziana är en enhjärtbladiga växtart som först beskrevs av Carl Christian Mez, och fick sitt nuvarande namn av Parodi. Brachiaria lorentziana ingår i släktet Brachiaria, och familjen gräs. Inga underarter finns listade i Catalogue of Life.